# Sternarchogiton zuanoni
Sternarchogiton zuanoni är en fiskart som beskrevs av De Santana och Richard P. Vari 2010. Sternarchogiton zuanoni ingår i släktet Sternarchogiton och familjen Apteronotidae. Inga underarter finns listade i Catalogue of Life.